# Karl Brugmann
Karl Brugmann (16 de marzo de 1849-29 de junio de 1919) fue un lingüista alemán. Destacó por su trabajo en lingüística indoeuropea.

## Biografía
Fue educado en las universidades de Halle y Leipzig. Enseñó en el gymnasium de Wiesbaden y en Leipzig, y en 1872-77 fue asistente en el Instituto Ruso de Filología Clásica en este último. En 1877 fue profesor en la Universidad de Leipzig, y en 1882 se convirtió en profesor de filología comparada allí. En 1884 ocupó el mismo cargo en la Universidad de Friburgo, pero regresó a Leipzig en 1887 como sucesor de Georg Curtius. Durante el resto de su vida profesional (hasta 1919), Brugmann fue profesor de sánscrito y lingüística comparada allí. 
Cuando era joven, Brugmann se puso del lado de la escuela neogramática emergente, que afirmó la inviolabilidad de las leyes fonéticas (ley de Brugmann) y se adhirió a una estricta metodología de investigación. Además de enfatizar la observación de las leyes fonéticas y su funcionamiento, enfatizó el funcionamiento de la analogía como un factor lingüístico importante en las lenguas modernas. 
Como editor adjunto con Curtius de The Studies in Greek and Latin Grammar, escribió un artículo para esta sobre «Nasalis Sonans», en el que defendía teorías tan radicales que Curtius luego las rechazó. La fama de Brugmann se basa en los dos volúmenes sobre fonología, morfología y formación de palabras que contribuyó a los cinco volúmenes Grundriss der vergleichenden Grammatik der indogermanischen Sprachen («Esquema de la gramática comparada de las lenguas indogermánicas»), publicado de 1886 a 1893. Los otros tres volúmenes fueron escritos por Berthold Delbrück y proporcionaron una descripción aún no superada de la sintaxis protoindoeuropea. El trabajo de Brugmann superó la extensión asignada, por lo que el primer volumen se dividió en dos partes. Con los índices divididos en un volumen separado, los dos volúmenes se convirtieron en cuatro. 
Al darse cuenta de la importancia del trabajo de Brugmann, tres lingüistas británicos comenzaron a publicar una traducción al inglés de los volúmenes de Brugmann casi simultáneamente con la edición alemana, bajo el título Elements of the Comparative Grammar of the Indo-Germanic Languages. Esto dividió el segundo volumen de Brugmann en dos partes, haciendo un total de cinco volúmenes, incluidos los índices. 
A partir de 1897, Brugmann comenzó a publicar una revisión y expansión de su parte de los Grundris. El volumen final de la segunda edición resultante se publicó en 1916. El método de Brugmann al presentar sus datos fue radical y todavía hoy puede sorprender. En la mayoría de los temas, en lugar de presentar argumentos discursivos, simplemente enumeró los datos que consideró relevantes, de manera que el lector se veía obligado a tomar su propia decisión en cuanto a su interpretación. Esta presentación totalmente empírica multiplica el tiempo necesario para seguir el argumento de Brugmann, pero hace que el esfuerzo sea muy fructífero. 
El gran trabajo de Brugmann no surgió de la nada. Se basó en la gramática indogermánica anterior de August Schleicher, y esta a su vez en el esfuerzo anterior de Franz Bopp. Además, Brugmann se mantuvo en estrecho contacto con los eruditos que estaban revolucionando la lingüística indoeuropea de las lenguas derivadas, en particular Bartholomae para el iraní antiguo, Hübschmann para el armenio y Rudolf Thurneysen para el irlandés antiguo. 
En 1902-1904, Brugmann publicó una versión abreviada y ligeramente modificada de su Gramática, que todavía es considerada una obra de referencia útil por algunos, pero que no contiene la gran cantidad de datos de las versiones más largas. Existe una traducción al francés de esta versión abreviada. 
La lista total de las obras de Brugmann es muy larga. Algunas de ellos fueron importantes en su época y otras siguen siendo de interés, pero su reputación se basa en las dos ediciones de Grundriss, que siguen siendo indispensables para todo indoeuropeísta y de gran interés para cualquier persona interesada en el lenguaje. 
Brugmann fue nombrado caballero por el rey de Sajonia, y en 1896 fue invitado a asistir al jubileo de la Universidad de Princeton, donde recibió el grado de doctor en leyes.

## Obras
- Morphologische Untersuchungen auf dem Gebiete der indogermanischen Sprachen, con Hermann Osthoff («Investigaciones morfológicas en las lenguas indoeuropeas»; 6 vols.)
- "Un problema de crítica textual homérica" (1870)
- "Canciones y cuentos populares de Lituania" (con August Leskien; 1882)
- Grundriss der vergleichenden Grammatik der indogermanischen Sprachen (1886) («Elementos de la gramática comparada de las lenguas indogermánicas», 5 vols.)
- «La posición actual de la filología»
- Gramática griega
- Gramática comparativa breve (1902)
- Die Syntax des einfachen Satzes im Indogermanischen (1925)

Con Wilhelm Streitberg, fundó la revista Indogermanische Forschungen («Investigación indoeuropea») 